# الأزرقي
 أبو الوليد محمد بن عبد الله بن أحمد الأزرقي الغساني المكي. ولد بمكة المكرمة لأسرة عريقة وتوفى سنة 250هـ تقريباً.
كان معلق إسلامي، ومؤرخ في القرن التاسع. ألف كتاب أخبار مكة. وهو كتاب يذكر تاريخ مكة بأكمله، ومعالمها، والمدن المجاورة لها، والطرق المؤدية لها، حتى أصبح دليلا جغرافيًا شاملًا.

## حياته

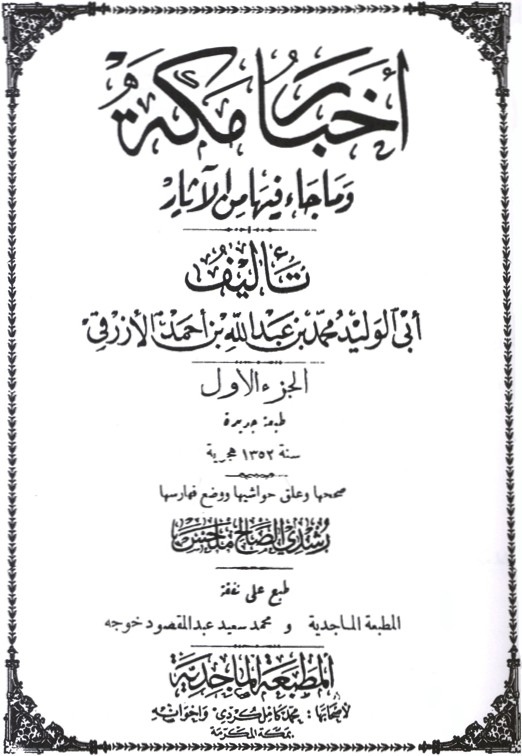
كتاب أخبار مكة .تأليف أبي الوليد الأزرقي المكي. في القرن التاسع

كان أبو الوليد الأزرقي المكي من أسرة عريقة من ذرية بني جفنة ملوك الغساسنة حيث كان جده الحارث بن أبي شمر الغساني ملكا من ملوكهم وأبو الوليد الأزرقي هو: «محمد بن عبد الله بن أحمد بن محمد بن الوليد بن عقبة بن الأزرق بن عمرو بن الحارث بن أبي شمر بن النعمان بن الحارث الأعرج بن جبلة بن الحارث الأكبر بن ثعلبة بن عمرو بن جفنة بن عمرو مزيقيا بن عامر ماء السماء بن حارثة الغطريف بن امرئ القيس البطريق بن ثعلبة البهلول بن مازن زاد الركب وهو غسان بن الأزد».
كان الأزرقي أول من حاول أن يكتب عن تاريخ مكة المكرمة، وقد لأن المسلمين في ذلك الوقت كانوا في أمس الحاجة إلى معرفة تاريخ المدينة المقدسة، لكي يستخدموه كدليل جغرافي للتعرف على معالم المدينة نفسها والمدن المجاورة لها والطرق المؤدية إليها.
ويذكر إسماعيل باشا البغدادي في كتابه (هدية العارفين: أسماء المؤلفين وآثار المصنفين) أن محمد بن عبد الله الأزرقي المكي صنف كتاباً رائعاً لتاريخ مكة، اشتمل على أخبارها وجبالها وأوديتها المتعددة وكتاب أخبار مكة ضحم لشموليته على وصف مفصل للشعائر الدينية المتعلقة بالحج[ ؟ ] والعمرة.
وأضاف أغناطيوس كراتشكوفسكي في كتابه (تاريخ الأدب الجغرافي العربي) أن أبا الوليد الأزرقي المكي قدم عرضاً جغرافياً وتاريخياً لمكة المكرمة، ثم وصف الكعبة الطاهرة وتاريخها المتأخر كما وصف الأبنية المحيطة بالمسجد الحرام ثم يعقب هذا تعداد الدروب والأحياء بمكة مع ذكر عدد كبير من الأسماء. مما لاشك فيه أن كتاب (أخبار مكة) لأبي الوليد الأزرقي المكي له قيمة علمية عظيمة بالنسبة لتاريخ نشأة مدينة مكة المقدسة ونموها عب العصور. فهناك أعداد هائلة من الكتَّاب الذين كتبوا عن هذه المدينة العظيمة ونهجوا منهج أبي الوليد الأزرقي المكي، فإليه يعود الفضل في ظهور هذا النمط من الجغرافية.
وينوه أغناطيوس كراتشكوفسكي في كتابه (تاريخ الأدب الجغرافي العربي) أيضاً أن أبا الوليد الأزرقي المكي وضع القواعد[ ؟ ] الأساسية للمؤلفين الذين يرغبون أن يؤلفوا عن المدن، فيرى أن يضم مقدمة جغرافية تعطي وصفاً علمياً طوبوغرافيا للمدينة.
انتشر نمط تاريخ المدن الذي بدأه الأزرقي انتشاراً واسعاً فألف بعده محمد بن إسحاق الفاكهي الكناني كتابه (أخبار مكة في قديم الدهر وحديثه) وألف الخطيب البغدادي المتوفى عام 463هـ (تاريخ بغداد) في أربعة عشر مجلداً، وابن عساكر المتوفى عام 571هـ (تاريخ بخارى) الذي يحتفظ بأخبار بلاد ما وراء النهر قبل الإسلام وفي فترة الفتوحات.

## عصره
عاش الأزرقي في نهاية القرن الثاني إلى منتصف القرن الثالث، وقد عاصر أحداثاً جساماً، منها ما هو ديني، وأعظم هذه الأحداث (مسألة القول بخلق القرآن) وأثرها على المسلمين، وكانت محنة تعرض لها العلماء من محدثين وفقهاء.

## وفاته
اختلف المؤرخون في تاريخ وفاة أبي الوليد الأزرقي المكي، فحاجي خليفة يذكر في كتابه (كشف الظنون عن أسامي الكتب و الفنون)، أنه توفى عام 223هـ ويتفق معه إسماعيل باشا البغدادي في كتابه (هدية العارفين: أسماء المؤلفين وآثار المصنفين). أما أغناطيوس كراتشكوفسكي فينوه في كتابه (تاريخ الأدب الجغرافي العربي)، أن الأزرقي المكي توفى عام 244هـ، ويؤكد ذلك أيضاً كل من عمر رضا كحالة في قاموسه (معجم المؤلفين الجزء العاشر)، وأيضاً دائرة المعارف الإسلامية.
و ينقل خير الدين الزركلي في قاموسه (الأعلام الجزء السابع) أن كلاً من رشدي الصالح ملحس في مقدمة الطبعة الملكية من كتاب (أخبار مكة)، وأحمد تيمور باشا في الخزانة التيمورية نقلاً عن العقد الثمين للفارسي أن أبا الوليد الأزرقي المكي كان حياً في خلافة المنتصر العباسي التي فيما بين 247-248 هجرياً.لذا أرخ صاحب الأعلام لوفاة الأزرقي نحو 250هـ.

## آراء فيه[6]
- قال ابن النديم فيه:| الأزرقي | أحد الإخباريين وأصحاب السير. | الأزرقي |
- قال ابن السمعاني:| الأزرقي | الأزرقي صاحب كتاب "تاريخ مكة" قد أحسن في تصنيف ذلك الكتاب أية الإحسان. | الأزرقي |
- ذكره ياقوت في معجم البلدان عند ذكر عمر الحبيس، وذكر شعراً له، وفيه يقول:

| الأزرقي | ليتني والمنى قديماً سفاه .*. وضلال وحيرة وحبرة وغناء كنت صادفت منك يوماً بعما .*. وبدير الحبيس كان اللقاء فتوافيك ضرة الشمس تختا .*. ل كأن العيان منها هباء لذ منها طعم وطاب نسيم .*. فلها الفخر كاه والسناء | الأزرقي |

## مصنفاته
1. كتاب أخبار مكة، وما جاء فيها من الآثار.
2. المسند (وهو من الكتب المفقودة).